# Piper taiwanense
Piper taiwanense là một loài thực vật có hoa trong họ Hồ tiêu. Loài này được Lin & Lu miêu tả khoa học đầu tiên năm 1995.